# Chiesa della Madonna della Divina Provvidenza
La chiesa della Madonna della Divina Provvidenza, già dei Santi Nazario e Celso, è una chiesa parrocchiale di Milano, sita nel quartiere periferico di Quinto Romano.

## Storia
La chiesa, in origine intitolata ai santi Nazario e Celso, venne costruita, per volontà dell’allora prevosto, don Giuseppe Bollini, tra il 1957 e il 1959 su progetto di Amos Edallo. Fu proprio Bollini ad organizzare una raccolta fondi, mediante donazioni e prestiti, per erigere il nuovo tempio, che originariamente prese il nome di “Madonna della Provvidenza ai Santi Nazaro e Celso”. Esso sostituì una chiesa precedente, eretta in parrocchia nel 1887 staccandosi da Trenno ed elevata a prepositura nel 1924.
La chiesa fu benedetta il 20 dicembre 1959 dall'Arcivescovo di Milano, card. Giovanni Battista Montini, poi papa Paolo VI, che ne aveva già benedetto la prima pietra il 6 ottobre 1957. Consacrata la mensa eucaristica, egli vi celebrò immediatamente la prima messa della chiesa. La cerimonia, che doveva cominciare alle ore 7:30, ebbe inizio con mezz’ora di ritardo, per via della nebbia fitta che, quella mattina, impedì all’autista dell’Arcivescovo di riconoscere la strada da percorrere. Nel gennaio 1960, il futuro pontefice donò alla parrocchia un calice da messa, in ricordo della celebrazione.

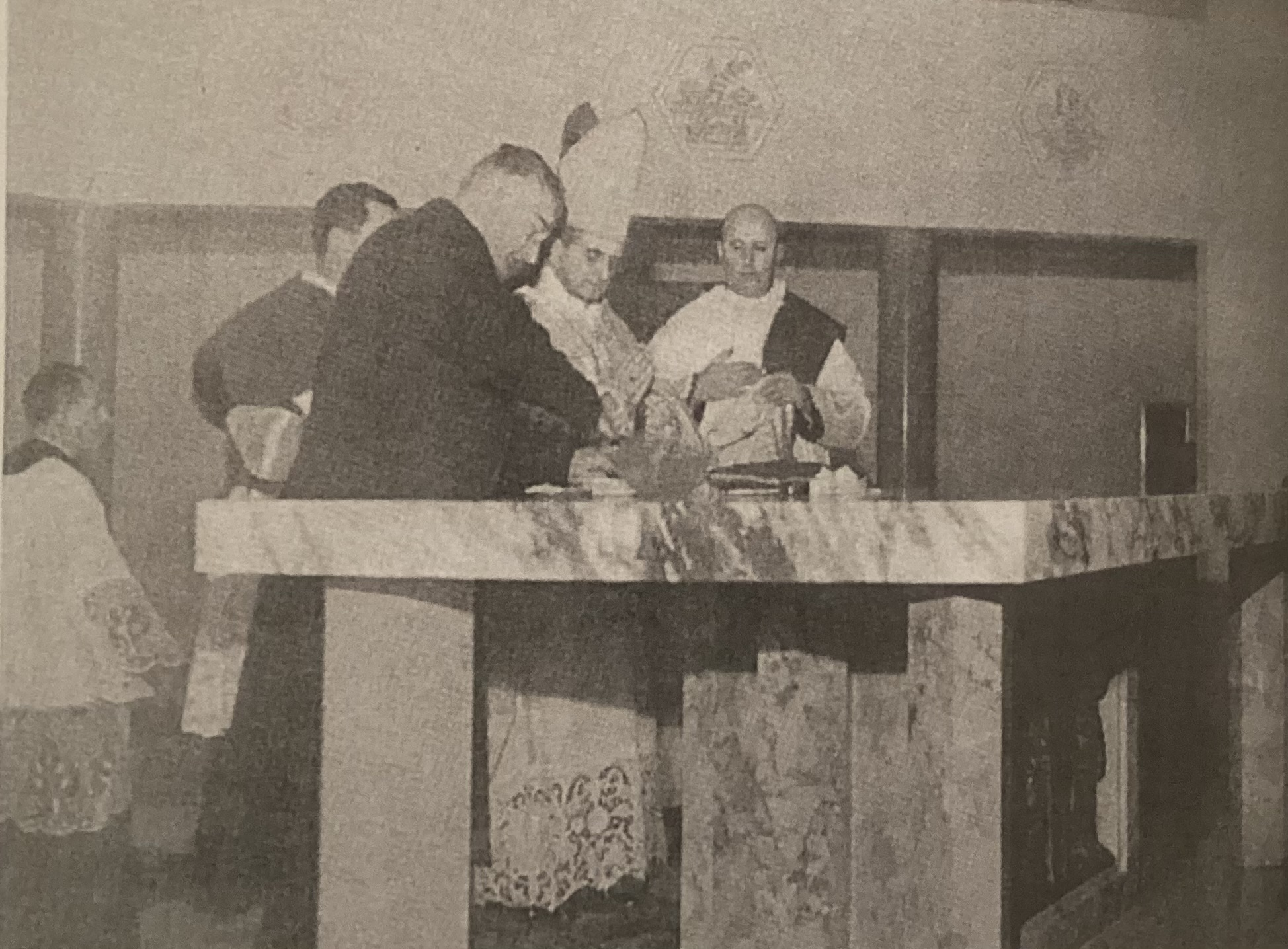
20 dicembre 1959: il card. Montini consacra la mensa.

La chiesa fu poi consacrata, dall’Arcivescovo Giovanni Colombo, il 25 maggio 1966. In tale occasione fu consacrato anche l’altare della Madonna della Provvidenza. Il popolo, per l’evento, donò alla parrocchia un paramento completo di casula, piviale, velo omerale e due dalmatiche, che venne usato il giorno stesso per la prima volta. 
Importanti lavori di restauro e completamento furono svolti tra il 1976 e il 1981, per volontà del parroco, don Remo Longhi, che fece sostituire i confessionali vecchi con quelli attualmente presenti, completare i mosaici dell’abside, rifare i portoni esterni ed interni, rivestire in rame il tetto, porre la recinzione del sagrato e ristrutturare la sagrestia.
Nel 1973, con un decreto dell'arcivescovo cardinale Colombo, il titolo della chiesa fu modificato in “Madonna della Divina Provvidenza”.
Nel 2023, un lavoro di restauro ha portato alla divisione della sagrestia in due locali, separati da un corridoio. Uno è stato adibito a sala di vestizione dei celebranti, l’altro, invece, a deposito dei paramenti e delle suppellettili sacre.

## Caratteristiche
Si tratta di una chiesa d'impianto tradizionale, con pianta a croce latina di 53 metri di lunghezza e 22 di larghezza, struttura in calcestruzzo armato e muri di riempimento in mattoni a vista.
L'immagine esterna è particolarmente caratterizzata dall'andamento spezzato della copertura, che si prolunga anteriormente formando una tettoia antistante la facciata; all'incrocio fra la navata e il transetto si alza un ampio tiburio a pianta ottagonale, concluso superiormente da un'alta lanterna.
La struttura della copertura si riflette sul disegno dello spazio interno, illuminato superiormente da finestrature triangolari. L'area presbiteriale è contornata da una parete con matroneo. Internamente è ricoperta di mosaici che, da sinistra a destra, rappresentano le seguenti scene evangeliche: la Presentazione di Gesù Cristo al tempio, l'Annunciazione, la crocifissione, la nascita di Gesù Cristo, la Pentecoste, l'incoronazione di Maria.
Parallelamente disposti, l'uno a sinistra e l'altro a destra, alla fine delle rispettive navate, sono disposti un altare dedicato a San Giuseppe Protector Sanctae Ecclesiae (Protettore della Santa Chiesa) ed uno alla Madonna della Provvidenza, titolare della chiesa.
Quest'ultimo presenta una fedele copia del quadro “Mater Divinae Providentiae” dipinto da Scipione Pulzone intorno al 1580, conservato nella chiesa romana di San Carlo ai Catinari.